# Tata Barahona
Pedro Antonio Barahona Venegas (Santiago, 17 de setembre de 1971), millor conegut al mon de les arts com Tata Barahona, és un cantautor, professor i lutier xilè. Es reconegut a Xile per les seves diverses propostes musicals i per donar suport a diversos moviments socials como les protestes a Xile de 2019, el moviment maputxe o la legalització de la marihuana.

## Biografia
Fill de Juan Barahona i Inés Venegas, va créixer a Santiago de Chile. En 1985 va començar a estudiar estudis musicals a la Universidad Metropolitana de Ciencias de la Educación, antiga i tradicional institució que fins 1981 pertanyia la Universitat de Xile. Com molts altres joves de aquells temps, va estar Influenciat per la musica de Víctor Jara, Violeta Parra, Eduardo Gatti, Silvio Rodríguez i altres músics populars de la nova cançó llatinoamericana. Amb la seva proposta musical, va participar vehementment del moviment cultural de resistència a la dictadura militar.
Va estudiar els seus estudis secundaris al Liceu Lastarria. A l'UMCE va immiscir-se en el art en general, coneixent trobadors i participant en el grup de teatre i musica medieval Calenda Maia; fins avui es membre d'aquest grup. En 1993 va publicar el seu primer treball musical, Als amics i a la companya, un casset de deu cançons autoproduït i gravat artesanalment.
Després d'una dècada de treball al costat de Calenda Maia i com a artesà i lutier professional, en 2003 va aparèixer el seu segon treball musical, Trobador, que registra un concert seu en el pub La Màquina. A aquest li va seguir un altre disc confeccionat artesanalment, Caminar per les cordes (2006), que va ser gravat en mig de un petit concert al bar La Piojera, històric bar del centre de la ciutat.
En 2011 va tenir lloc el seu primer disc d'estudi, Fotografies. Aquest treball va tornar-se viral mediant YouTube i va passar a ser reconegut entre els xilens per la seva proposta i les seves lletres que tractaven la quotidianitat de les poblacions xilenes, en les que la "pasta base" i el "narco" tenen gran presència. Al mateix temps, el us d'un llenguatge popular i de modismes coa i delictuals va ser un element important del disc.
En 2015 va publicar el seu cinquè àlbum (i el segon gravat en estudi), titulat Imatges, amb el qual va aconseguir ser nominat els Premis Pulsar 2016.
El 18 de octubre de 2019 al país van tenir lloc les Protestes a Xile de 2019. Una setmana abans Barahona havia publicat el seu nou disc de estudi Retrats. Aquest treball novament tractava temes relacionats amb la pobresa, la vida a les poblacions i fins i el descontent social generalitzat. Per aquest motiu va tornar-se una bandera de lluita a les protestes i les seves cançons un himne del enuig de la població xilena.

## Discografia
Àlbums d'estudi
- 1993: Als amics i a la companya
- 2003: Trobador
- 2006: Caminar per les cordes
- 2011: Fotografies
- 2015: Imatges
- 2019: Retrats
- 2020: Cuarenpeña
- 2021: Balades
- 2021: Tata Barahona i Orquestra de Cambra
- 2023: Guitarra